# Osterhofen (Weitnau)
Osterhofen (mundartlich: Oschdrhovǝ, Oaschdrhofǝ) ist ein Gemeindeteil der Marktgemeinde Weitnau im bayerisch-schwäbischen Landkreis Oberallgäu.

## Geographie
Der Weiler liegt circa 5,5 Kilometer nordöstlich des Hauptorts Weitnau. Südlich der Ortschaft verläuft die Bundesstraße 12.

## Ortsname
Der Ortsname bedeutet bei den östlich von Weilerle gelegenen Höfen.

## Geschichte
Osterhofen wurde erstmals urkundlich im Jahr 1458 als Osterhoven erwähnt. 1569 war der Ort Teil der Herrschaft Hohenegg. 1593 saßen hoheneggsche und stiftskemptische Untertanen in Osterhofen. Im Jahr 1774 fand die Vereinödung des Orts statt.